# Prąd prawdopodobieństwa
Prąd prawdopodobieństwa – wektor {\displaystyle {\vec {j}}} obliczany w punkcie {\displaystyle {\vec {x}}} w chwili {\displaystyle t,} skierowany w kierunku przepływu prawdopodobieństwa, o wartości równej ilorazowi ilości prawdopodobieństwa {\displaystyle dP} przepływającego przez powierzchnię {\displaystyle S} prostopadłą do tego wektora, do wielkości tej powierzchni oraz czasu {\displaystyle dt,} w jakim przepływ prawdopodobieństwa następuje
{\displaystyle j={\frac {dP}{S\cdot dt}}.}
Jednostką prądu prawdopodobieństwa jest [m−2s−1].
Definicję prądu prawdopodobieństwa wprowadza się w mechanice kwantowej. Definicja ta jest analogiczna do definicji prądu elektrycznego w elektromagnetyzmie czy definicji prądu cieczy w hydrodynamice. Motywację wprowadzenia tego pojęcia omówiono poniżej.

## Motywacja

### Lokalne zachowanie prawdopodobieństwa
Nierelatywistyczna mechanika kwantowa, oparta na równaniu Schrödingera, nadaje probabilistyczną interpretację funkcji falowej {\displaystyle \Psi {:}} kwadrat modułu funkcji falowej jest gęstością prawdopodobieństwa {\displaystyle \rho } znalezienia układu kwantowego w stanie {\displaystyle {\vec {r}}} w chwili {\displaystyle t}
{\displaystyle \rho (t,{\vec {r}})=|\Psi (t,{\vec {r}})|^{2}.}
Definicja prądu prawdopodobieństwa wynika z żądania, by równanie Schrödingera implikowało spełnianie przez prawdopodobieństwo {\displaystyle \rho } równania ciągłości (które ma dokładnie taką samą formę jak równia ciągłości w elektromagnetyzmie oraz hydrodynamice)
{\displaystyle {\frac {\partial \rho }{\partial t}}+\mathbf {\nabla } \cdot {\vec {j}}=0,}
gdzie {\displaystyle {\vec {j}}} – wektor prądu prawdopodobieństwa. Żądanie to oznacza, że prawdopodobieństwo zmieniając się z upływem czasu ma zachowywać się podobnie jak ciecz (czy prąd elektryczny) – jeżeli np. wzrasta jego gęstość w danym miejscu, to musi być to spowodowane dopływem prawdopodobieństwa z najbliższego sąsiedztwa. Gdyby prawdopodobieństwo nie spełniało tej zasady, to mogłoby np. w danym obszarze rosnąć kosztem zmniejszania się jego wartości w obszarze dowolnie odległym.
Spełnianie równania ciągłości przez funkcję falową oznacza więc, że zmiany rozkładu prawdopodobieństwa {\displaystyle \rho } następują przez lokalne przepływy prawdopodobieństwa w postaci prądów prawdopodobieństwa {\displaystyle {\vec {j}}.}

### Globalne zachowanie prawdopodobieństwa
Równanie ciągłości implikuje także globalne zachowanie prawdopodobieństwa. Jeżeli bowiem scałkujemy równanie ciągłości obustronnie po pewnej objętości V
{\displaystyle \int _{V}{\frac {\partial |\Psi |^{2}}{\partial t}}\mathrm {d} V=-\int _{V}\mathbf {\nabla } \cdot {\vec {j}}\,\mathrm {d} V}
i skorzystamy z twierdzenia Ostrogradskiego-Gaussa, to otrzymamy
{\displaystyle {\frac {\partial }{\partial t}}\int _{V}|\Psi |^{2}\mathrm {d} V=-\int _{S}{\vec {j}}\cdot \mathrm {d} {\vec {S}},}
gdzie {\displaystyle S} – powierzchnia otaczająca obszar {\displaystyle V.} Równanie powyższe oznacza, że np. wzrost prawdopodobieństwa w objętości {\displaystyle V} jest spowodowany przez dopływ prawdopodobieństwa przez powierzchnię {\displaystyle S.} Oznacza to globalne zachowanie prawdopodobieństwa.
W szczególności, jeżeli mamy pojedynczą cząstkę, to wyrażenie po lewej stronie oznacza zmianę w czasie prawdopodobieństwa, że cząstka znajduje się gdzieś wewnątrz obszaru {\displaystyle V.} Wyrażenie po prawej stronie jest zaś szybkością, z jaką prawdopodobieństwo wpływa do obszaru {\displaystyle V} przez powierzchnię {\displaystyle S.}

### Niejednoznaczność definicji prądu prawdopodobieństwa
Prąd prawdopodobieństwa nie jest określony jednoznacznie przez równanie ciągłości: jeżeli dany prąd {\displaystyle {\vec {j}}} spełnia równanie ciągłości, to spełnia je także prąd o postaci
{\displaystyle {\vec {j}}+{\vec {j}}_{d},}
jeżeli tylko {\displaystyle \mathbf {\nabla } \cdot {\vec {j}}_{d}=0.} Tę niejednoznaczność można wyeliminować żądając np. by {\displaystyle {\vec {j}}=0,} gdy {\displaystyle {\frac {\partial \rho }{\partial t}}=0,} tzn. żądając, by prąd płynął tylko gdy zmienia się rozkład prawdopodobieństwa. (Zauważmy, że znikanie dywergencji prądu {\displaystyle \mathbf {\nabla } \cdot {\vec {j}}=0} implikuje, że {\displaystyle {\frac {\partial \rho }{\partial t}}=0,} co oznacza, że gęstość prawdopodobieństwa nie zmienia się w czasie. Nie oznacza to jednak, że prąd nie płynie – stały prąd także ma zerującą się dywergencję.)
Problem niejednoznaczności w definicji prądu pojawia się w szczególności w opisie układów kwantowych złożonych z wielu cząstek. W takim wypadku prądu prawdopodobieństwa nie przypisuje się osobno każdej z cząstek – w analogii do sytuacji w elektrodynamice, która wiąże prądy z indywidualnymi cząstkami naładowanymi. Podejście kwantowo-mechaniczne wymaga przypisania jednej funkcji falowej całemu układowi fizycznemu, która w tym wypadku obejmuje wszystkie cząstki. Prąd prawdopodobieństwa oznacza tu więc prąd prawdopodobieństwa przejścia całego układu cząstek z jednego stanu do innego (a nie pojedynczej cząstki).
W najszerszym opisie układów cząstek trzeba uwzględnić możliwość kreacji par cząstka-antycząstka w punktach czasoprzestrzeni (opisuje to kwantowa teoria pola; wymaga się przy tym, by zasady zachowania, takie jak zasada zachowania ładunku, pędu, energii były spełnione w każdym punkcie, gdzie taka kreacja następuje). Funkcja falowa w tym wypadku obejmuje wszystkie rodzaje cząstek (lub pól fizycznych) – fermionów i bozonów. Prąd prawdopodobieństwa oznacza tu prąd prawdopodobieństwa przejścia całego układu do innego stanu, przy czym liczba cząstek i ich rodzaj w stanie końcowym może być inna niż w stanie początkowym.
Warunek znikania prądu {\displaystyle \mathbf {\nabla } \cdot {\vec {j}}=0} wraz z dodatkowym warunkiem, że prąd nie płynie {\displaystyle ({\vec {j}}=0),} gdy gęstość prawdopodobieństwa nie zmienia się {\displaystyle \left({\frac {\partial \rho }{\partial t}}=0\right),} oznacza, iż prawdopodobieństwa przejść są niezmienne w czasie.

## Prąd nierelatywistyczny
Jeżeli cząstki materii mają dostatecznie małe energie, takie że można je wyrazić za pomocą wzorów fizyki klasycznej, to własności kwantowe cząstek wystarczająco dobrze opisują równania Schrödingera (dla cząstek bez spinu) czy Pauliego (dla cząstek o spinie 1/2). Z postaci tych równań, żądając spełnienia równania ciągłości, wyprowadza się wyrażenia na prądy prawdopodobieństwa {\displaystyle {\vec {j}}} oraz gęstości prawdopodobieństwa {\displaystyle \rho .}

### Cząstka o spinie 0, swobodna
W mechanice nierelatywistycznej prąd prawdopodobieństwa funkcji falowej {\displaystyle \Psi } pojedynczej cząstki o spinie 0, poruszającej się w 3 wymiarach ma postać:
{\displaystyle {\vec {j}}(t,{\vec {r}})=-{\frac {i\hbar }{2m}}\left(\Psi ^{*}\mathbf {\nabla } \Psi -\Psi \mathbf {\nabla } \Psi ^{*}\right),}
gdzie:
{\displaystyle {\vec {r}}} – wektor położenia cząstki w przestrzeni,
{\displaystyle t} – czas,
{\displaystyle \hbar } – zredukowana stała Plancka,
{\displaystyle m} – masa cząstki,
{\displaystyle \Psi ^{*}} – sprzężenie zespolone funkcji falowej {\displaystyle \Psi ,}
{\displaystyle \nabla } – operator gradientu.
Wyrażenie to zapisane za pomocą wektorowego operatora pędu {\displaystyle {\vec {p}}=-i\hbar \nabla } przyjmuje postać
{\displaystyle {\vec {j}}(t,{\vec {r}})={\frac {1}{2m}}\left(\Psi ^{*}{\vec {p}}\Psi -\Psi {\vec {p}}\Psi ^{*}\right).}
W powyższych definicjach użyto bazy położeniowej (obowiązującej, gdy funkcja falowa jest wyrażona w tej bazie). Analogiczne definicje formułuje się w innych bazach, np. pędowej.
W przypadku ruchu cząstki w jednym wymiarze powyższa definicja przyjmuje postać
{\displaystyle j(t,x)=-{\frac {i\hbar }{2m}}\left(\Psi ^{*}{\frac {\partial \Psi }{\partial x}}-\Psi {\frac {\partial \Psi ^{*}}{\partial x}}\right).}
Uwaga: Prąd prawdopodobieństwa można zapisać w dwa inne, równoważne sposoby, używając operatora pędu lub operatora {\displaystyle \nabla {:}}
{\displaystyle {\vec {j}}(t,{\vec {r}})={\frac {1}{m}}{\text{Re}}\left(\Psi ^{*}\,{\hat {p}}\,\Psi \right)={\frac {\hbar }{m}}{\text{Im}}\left(\Psi ^{*}\nabla \Psi \right).}

### Cząstka o spinie 0 w polu elektromagnetycznym
Jeżeli cząstka ma ładunek {\displaystyle q} i oddziałuje z polem elektromagnetycznym o potencjale wektorowym {\displaystyle {\vec {A}},} to powyższe wyrażenie na prąd jest uzupełnione o człon związany z oddziaływaniem cząstki z polem; w układzie jednostek SI formalnie otrzymuje się je, stosując podstawianie (tzw. reguły Jordana)
{\displaystyle {\vec {p}}\rightarrow {\vec {p}}-q{\vec {A}}} – gdy operator pędu działa na {\displaystyle \Psi ,}
{\displaystyle {\vec {p}}\rightarrow {\vec {p}}+q{\vec {A}}} – gdy operator pędu działa na {\displaystyle \Psi ^{*},}
co daje
{\displaystyle {\vec {j}}={\frac {1}{2m}}\left[\left(\Psi ^{*}{\vec {p}}\Psi -\Psi {\vec {p}}\Psi ^{*}\right)-2q{\vec {A}}\,|\Psi |^{2}\right],}
gdzie:
{\displaystyle q} – ładunek cząstki,
{\displaystyle {\vec {A}}={\vec {A}}(t,{\vec {r}})} – potencjał wektorowy pola,
człon {\displaystyle q{\vec {A}}} ma wymiar pędu.
W układzie jednostek Gaussa stosuje się podstawienie {\displaystyle {\vec {p}}\rightarrow {\vec {p}}-{\frac {q}{c}}{\vec {A}}} itd.; stąd mamy:
{\displaystyle {\vec {j}}={\frac {1}{2m}}\left[\left(\Psi ^{*}{\vec {p}}\Psi -\Psi {\vec {p}}\Psi ^{*}\right)-2{\frac {q}{c}}{\vec {A}}|\Psi |^{2}\right],}
gdzie: c – prędkość światła.

### Cząstka o spinie 1/2 w polu elektromagnetycznym
(1) Własności kwantowe cząstek o spinie {\displaystyle \mathbf {s} =1/2} opisuje równanie Pauliego (ściślej: s oznacza spinową liczbę kwantową). Cząstka mająca spin posiada odpowiadający mu moment magnetyczny; wyrażenie na prąd prawdopodobieństwa zawiera dodatkowy człon, związany z oddziaływaniem momentu magnetycznego z polem.
W układzie jednostek SI mamy
{\displaystyle {\vec {j}}={\frac {1}{2m}}\left[\left(\Psi ^{\dagger }{\vec {p}}\Psi -\Psi {\vec {p}}\Psi ^{\dagger }\right)-2q{\vec {A}}|\Psi |^{2}\right]+{\frac {\mu _{S}}{s}}\nabla \times (\Psi ^{\dagger }{\vec {S}}\Psi ),}
gdzie:
{\displaystyle {\vec {S}}=s\hbar {\vec {\sigma }}=s\hbar [\sigma _{1},\sigma _{2},\sigma _{3}]} – wektorowy operator spinu,
{\displaystyle \mu _{S}} – moment magnetyczny cząstki,
{\displaystyle \Psi } – spinor Pauliego,
{\displaystyle \Psi ({\vec {r}},t)={\begin{bmatrix}\psi _{+}({\vec {r}},t)\\\psi _{-}({\vec {r}},t)\end{bmatrix}},}
{\displaystyle \Psi ^{\dagger }} – sprzężenie hermitowskie spinora Pauliego,
{\displaystyle \Psi ^{\dagger }({\vec {r}},t)=[\psi _{+}^{*}({\vec {r}},t),\psi _{-}^{*}({\vec {r}},t)]}
przy czym w powyższym równaniu wynik mnożenia operatora wektorowego {\displaystyle {\vec {S}}} przez spinor {\displaystyle \Psi } i spinor sprzężony {\displaystyle \Psi ^{\dagger }} należy rozumieć jako wektor
{\displaystyle \Psi ^{\dagger }{\vec {S}}\Psi =[\Psi ^{\dagger }S_{1}\Psi ,\,\Psi ^{\dagger }S_{2}\Psi ,\,\Psi ^{\dagger }S_{3}\Psi ],}
gdzie:
{\displaystyle S_{1}=s\,\hbar \,\sigma _{1},\,\,S_{2}=s\,\hbar \,\sigma _{2},\,\,S_{3}=s\,\hbar \,\sigma _{3}.}
Np. pierwsza składowa ma postać
{\displaystyle \Psi ^{\dagger }S_{1}\Psi =\Psi ^{\dagger }s\hbar \sigma _{1}\Psi =s\hbar [\psi _{+}^{*},\psi _{-}^{*}]\left[{\begin{matrix}0&1\\1&0\end{matrix}}\right]{\begin{bmatrix}\psi _{+}\\\psi _{-}\end{bmatrix}}}
{\displaystyle =s\hbar [\psi _{+}^{*},\psi _{-}^{*}]{\begin{bmatrix}\psi _{-}\\\psi _{+}\end{bmatrix}}=s\hbar [\psi _{+}^{*}\psi _{-}+\psi _{-}^{*}\psi _{+}]}
W układzie jednostek Gaussa mamy:
{\displaystyle {\vec {j}}={\frac {1}{2m}}\left[\left(\Psi ^{\dagger }{\vec {p}}\Psi -\Psi {\vec {p}}\Psi ^{\dagger }\right)-2{\frac {q}{c}}{\vec {A}}|\Psi |^{2}\right]+{\frac {\mu _{S}c}{s}}\nabla \times (\Psi ^{\dagger }{\vec {S}}\Psi ).}
(2) Zgodnie z własnością, że prąd jest określony z dokładnością do zerującej się dywergencji, w powyższych wyrażeniach na prąd można opuścić człon {\displaystyle {\frac {\mu _{S}c}{s}}\nabla \times (\Psi ^{\dagger }{\vec {S}}\Psi ),} gdyż ma zerującą się dywergencję (człon ten zawiera rotację pola wektorowego, a dywergencja rotacji zawsze jest równa zeru), czyli np. w układzie jednostek SI mamy wyrażenie na prąd tak jak dla cząstki bez spinu
{\displaystyle {\vec {j}}={\frac {1}{2m}}\left[\left(\Psi ^{\dagger }{\vec {p}}\Psi -\Psi {\vec {p}}\Psi ^{\dagger }\right)-2q{\vec {A}}|\Psi |^{2}\right].}

## Prąd relatywistycznie niezmienniczy – równanie Diraca

### Gęstość prawdopodobieństwa i prąd Diraca
Dla cząstek relatywistycznych, tj. o dużych energiach, zamiast równania Schrödingera czy Pauliego konieczne jest zastosowanie równania Diraca. Bowiem w tym przypadku wyrażenie na energię całkowitą cząstki musi uwzględniać efekty relatywistyczne - stąd inna jest postać operatora Hamiltona. Np. równanie Diraca dla cząstki swobodnej ma postać (zapisane w tzw. postaci Schrödingera)
{\displaystyle \left(c{\vec {\alpha }}{\vec {p}}+mc^{2}\beta \right)\Psi (t,{\vec {r}})=i\hbar {\frac {\partial }{\partial t}}\Psi (t,{\vec {r}}),}
gdzie:
{\displaystyle t} – czas mierzony w danym układzie współrzędnych
{\displaystyle {\vec {r}}=(x^{1},x^{2},x^{3})} – wektor położenia cząstki w przestrzeni wyrażony w danym układzie współrzędnych
{\displaystyle \Psi =\left[{\begin{matrix}\psi _{1}\\\psi _{2}\\\psi _{3}\\\psi _{4}\end{matrix}}\right]} – bispinor Diraca
{\displaystyle x^{\nu }=(x^{0}=ct,{\vec {r}})} – 4-wektor położenia cząstki w czasoprzestrzeni
Równanie to implikuje wyrażenia na gęstość prawdopodobieństwa i prąd prawdopodobieństwa
{\displaystyle \rho =\Psi ^{\dagger }\Psi ,}
{\displaystyle {\vec {j}}=c\Psi ^{\dagger }{\vec {\alpha }}\Psi ,}
gdzie:
- {\displaystyle \Psi ^{\dagger }=[\psi _{0}^{*},\psi _{1}^{*},\psi _{2}^{*},\psi _{3}^{*}]} – sprzężenie hermitowskie bispinora Diraca,
- {\displaystyle {\vec {\alpha }}} – wektor macierzy alfa Diraca.

Uwaga: W powyższym równaniu na prąd wynik mnożenia operatora wektorowego {\displaystyle {\vec {\alpha }}} przez spinor {\displaystyle \Psi } i spinor sprzężony {\displaystyle \Psi ^{\dagger }} należy rozumieć jako wektor o trzech składowych
{\displaystyle \Psi ^{\dagger }{\vec {\alpha }}\Psi =[\Psi ^{\dagger }\alpha _{1}\Psi ,\,\Psi ^{\dagger }\alpha _{2}\Psi ,\,\Psi ^{\dagger }\alpha _{3}\Psi ]}
Wynika stąd, że wektor prądu {\displaystyle {\vec {j}}} ma 3 składowe, tak jak prąd wyprowadzany z równań Schrödingera czy Pauliego, tj.
{\displaystyle {\vec {j}}=[j_{1},j_{2},j_{3}],}
gdzie:
{\displaystyle j_{1}=\Psi ^{\dagger }\alpha _{1}\Psi ,} itd.
W obliczeniach prądu i gęstości wyprowadzonych z równania Diraca używamy jednak funkcji falowej o 4 składowych; licząc te wielkości dla równania Schrödingera mamy funkcję falową o 1 składowej, a dla równania Pauliego mamy funkcję falową o 2 składowych.
Gęstość prawdopodobieństwa {\displaystyle \rho } oraz prąd {\displaystyle {\vec {j}}} są określone w każdym punkcie {\displaystyle x^{\nu }} czasoprzestrzeni i spełniają równanie ciągłości
{\displaystyle {\frac {\partial \rho }{\partial t}}+\mathbf {\nabla } \cdot {\vec {j}}=0.}
Postać tego równania jest identyczna jak postać równania ciągłości, odpowiadającego równaniom Schrödingera czy Pauliego.

### Czterowektor prądu Diraca. Czterodywergencja
Aby otrzymać wyrażenie na prąd w postaci relatywistycznie niezmienniczej trzeba zdefiniować czterowektor prądu {\displaystyle \mathbf {J} } (równania mechaniki spełniające wymogi relatywistycznej niezmienniczości muszą być zapisane w postaci zawierającej jedynie skalary, czterowektory i tensory wyższego rzędu)
{\displaystyle J^{0}=\rho ,}
{\displaystyle {\vec {J}}={\frac {\vec {j}}{c}}({\text{ lub: }}J^{i}={\frac {j^{i}}{c}},\quad i=1,2,3).}
Postać jawnie relatywistycznie niezmienniczą otrzyma się, gdy zamiast macierzy {\displaystyle {\vec {\alpha }}} wprowadzi się macierze {\displaystyle \gamma ^{0},{\vec {\gamma }}} (macierze gamma Diraca). Korzystając z własności {\displaystyle \gamma ^{0}\gamma ^{0}=I} wyrażenia na {\displaystyle J^{0}} oraz {\displaystyle {\vec {J}}} można zapisać w postaciach
{\displaystyle J^{0}=\rho =\Psi ^{\dagger }\gamma ^{0}\gamma ^{0}\Psi ={\bar {\Psi }}\gamma ^{0}\Psi ,}
oraz (wstawiając do {\displaystyle {\vec {J}}} wyrażenie {\displaystyle {\vec {j}}=c\Psi ^{\dagger }{\vec {\alpha }}\Psi })
{\displaystyle {\vec {J}}=\Psi ^{\dagger }{\vec {\alpha }}\Psi =\Psi ^{\dagger }\gamma ^{0}\gamma ^{0}{\vec {\alpha }}\Psi ={\bar {\Psi }}{\vec {\gamma }}\Psi ,}
gdzie:
- {\displaystyle {\bar {\Psi }}=\Psi ^{\dagger }\gamma ^{0}=[\psi _{0}^{*},\psi _{1}^{*},-\psi _{2}^{*},-\psi _{3}^{*}]} – trzeci bispinor Diraca,
- {\displaystyle {\vec {\gamma }}=\gamma ^{0}{\vec {\alpha }}} – wektor macierzy gamma Diraca.

Tym samym wyrażenie na czterowektor prądu przyjmuje postać jawnie relatywistycznie niezmienniczą
{\displaystyle J^{\mu }={\bar {\Psi }}\gamma ^{\mu }\Psi ,\mu =0,1,2,3,}
a równanie ciągłości przekształca się do postaci
{\displaystyle \partial _{\mu }J^{\mu }=0,}
gdzie:
{\displaystyle \partial _{\mu }=\left({\frac {\partial }{\partial {x^{0}}}},{\frac {\partial }{\partial {x^{1}}}},{\frac {\partial }{\partial {x^{2}}}},{\frac {\partial }{\partial {x^{3}}}}\right)} – czterogradient zapisany we współrzędnych czasoprzestrzennych {\displaystyle x^{0}=ct,x^{1}=x,x^{2}=y,x^{3}=z.}
Równanie ciągłości w postaci jawnie relatywistycznie niezmienniczej oznacza więc, że czterodywergencja czterowektora prądu Diraca musi zerować się.